# جغد پاحنایی
جغد پاحنایی (نام علمی: Strix rufipes) جغدی با جثه متوسط است که در آرژانتین و شیلی یافت می‌شود.
جغد پاحنایی شبگرد است و معمولاً از سوف شکار می‌کند. طعمه اولیه آن پستانداران کوچک درختی هستند. پرندگان، دوزیستان و حشرات نیز مورد استفاده قرار می‌گیرند اما تنها درصد کمی از رژیم غذایی آن را تشکیل می‌دهند.